# Gerald Drummond
Gerald George Drummond (Puerto Limón, 8 september 1976) is een voormalig voetballer uit Costa Rica, die speelde als aanvaller. Hij beëindigde zijn loopbaan in 2009 bij AD Ramonense. Met CD Saprissa won hij vier keer de Costa Ricaanse landstitel: 1998, 1999, 2004 en 2006. Hij is de tweelingbroer van Jervis Drummond.

## Interlandcarrière
Drummond kwam in totaal zestien keer (zes goals) uit voor de nationale ploeg van Costa Rica in de periode 1996–2003. Onder leiding van de Braziliaanse bondscoach Valdeir Badú Vieira maakte hij zijn debuut op 15 maart 1996 in de vriendschappelijke wedstrijd in en tegen Venezuela (2-0). Hij moest in dat duel na 68 minuten plaatsmaken voor Fárlem Ilama.